# Dingir

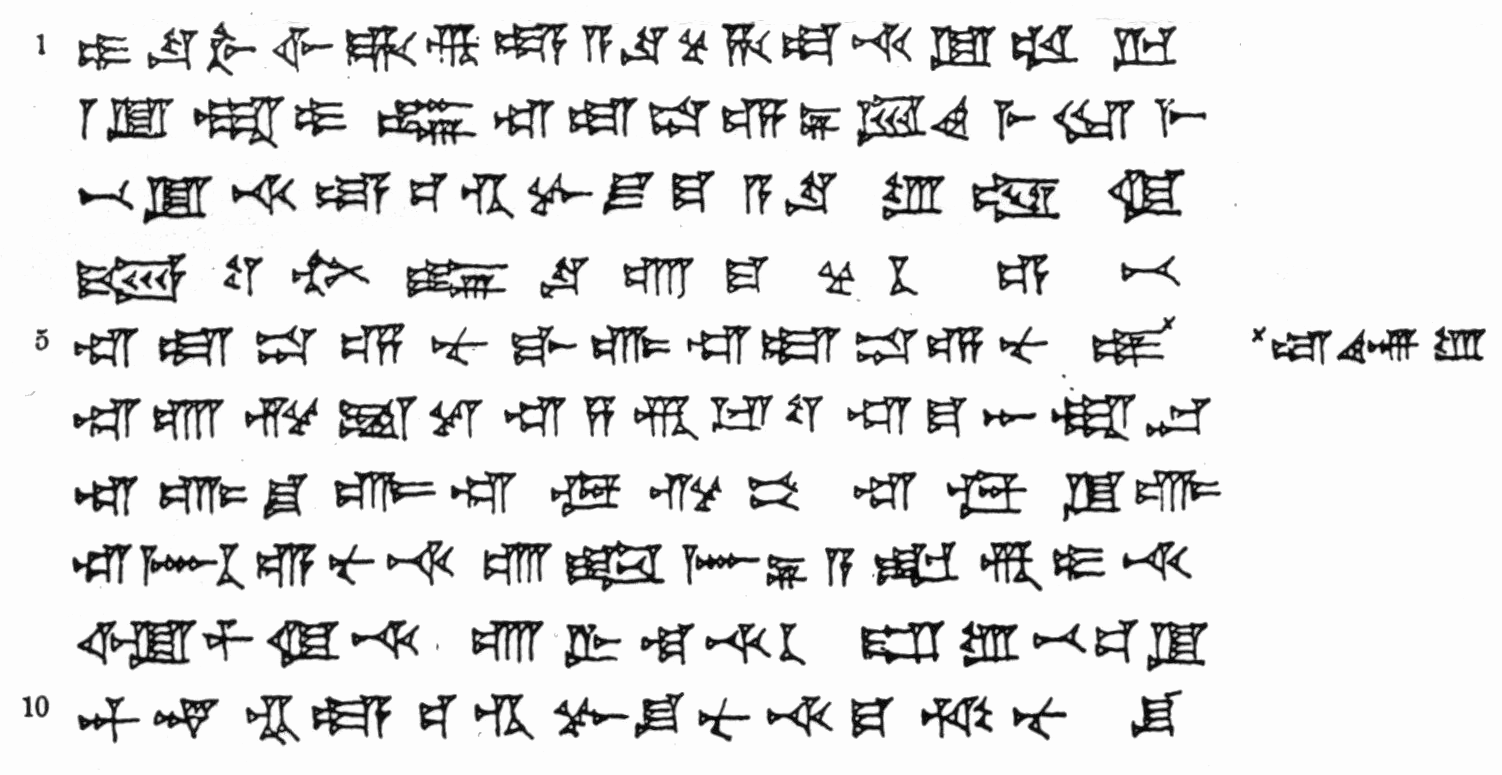
fragment tekstu w języku akadyjskim zapisanego pismem klinowym; w linijce 10 przykład użycia determinatywu dingir: dwa pierwsze znaki odczytywać należy ^{d}aššur (bóg Aszur)

Dingir (sum. dingir lub  diĝir) – sumeryjskie słowo na oznaczenie boga, istoty boskiej (jego odpowiednikiem w języku akadyjskim jest słowo ilu - bóg). Słowa tego używano również jako determinatywu, zapisując je przed imionami istot boskich, np. imię bogini Isztar zapisywano w sposób następujący:   (w transkrypcji dištar). Przed imieniem boga Anu determinatywu tego nie stawiano, gdyż znak An/Dingir był logogramem oznaczającym zarówno niebo, jak i reprezentującym boga Anu, a wszystko co łączyło się z Anu było z natury boskie.

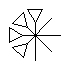
znak dingir (okres nowosumeryjski, XXI w. p.n.e.)
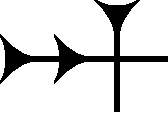
znak dingir (okres nowoasyryjski, VII w. p.n.e.)